# Ricky Gordon
Eric De Clerck (Brugge, 6 augustus 1947) is een Vlaams zanger onder zijn artiestennaam Ricky Gordon.
Hij begon als rock ’n roller, maar kreeg pas begin jaren ’70, onder de hoede van Sylvain Tack en Eddy Govert, succes met een reeks Vlaamse liedjes. Om daarna, dit keer wel met succes, opnieuw over te schakelen op de Engelstalige rock ’n roll. Professioneel bleef hij altijd tandtechnicus, net als zijn zoon Gordon De Clerck.
Zijn bekendste wapenfeit is Such a Night (1974), dat in Vlaanderen de 8e en in Nederland de 5e plaats bereikte in de hitparades.